# توم ماكغراث
توم ماكغراث (بالإنجليزية: Tom McGrath)‏ هو كاتب مسرحي ومؤلف وعازف بيانو وكاتب وكاتب سيناريو وعازف جاز بريطاني، ولد في 23 أكتوبر 1940 في روثرجلين ‏ في المملكة المتحدة، وتوفي في 29 أبريل 2009 في Kingskettle ‏ في المملكة المتحدة.